# RideLondon - Surrey Classic 2016
La RideLondon - Surrey Classic 2016, quinta edizione della corsa, valida come evento dell'UCI Europe Tour 2016 categoria 1.HC, si svolse il 31 luglio 2016 su un percorso di 202,3 km. La vittoria fu appannaggio del belga Tom Boonen, che terminò la gara in 4h43'55" precedendo gli australiani Mark Renshaw e Michael Matthews.
Al traguardo di Londra 107 ciclisti portarono a termine la competizione.

## Squadre e corridori partecipanti
| N.      | Cod. | Squadra                |
| ------- | ---- | ---------------------- |
| 1-6     | BMC  | BMC Racing Team        |
| 11-16   | CCC  | CCC Sprandi Polkowice  |
| 21-26   | SKT  | An Post-ChainReaction  |
| 31-36   | OBE  | Orica-BikeExchange     |
| 41-46   | ROT  | Team Roth              |
| 51-56   | MGT  | Madison Genesis        |
| 61-66   | LTS  | Lotto-Soudal           |
| 71-76   | CJR  | Caja Rural-Seguros RGA |
| 81-86   | JLT  | JLT-Condor             |
| 91-96   | CDT  | Cannondale-Drapac      |
| 101-106 | ONE  | ONE Pro Cycling        |
| 111-116 | NPC  | NFTO                   |
| 121-126 | GBR  | Gran Bretagna          |

| N.      | Cod. | Squadra                |
| ------- | ---- | ---------------------- |
| 131-136 | SKY  | Team Sky               |
| 141-146 | ROP  | Roompot Oranje Peloton |
| 151-156 | RAL  | Team Raleigh-GAC       |
| 161-166 | TSV  | Topsport Vlaanderen    |
| 171-176 | WGN  | Team Wiggins           |
| 181-186 | EQS  | Etixx-Quick Step       |
| 191-196 | BAR  | Bardiani-CSF           |
| 201-206 | VAT  | Verva ActiveJet        |
| 211-216 | DDD  | Team Dimension Data    |
| 221-226 | WGG  | Wanty-Groupe Gobert    |
| 231-234 | RWA  | Ruanda                 |
| 241-246 | PHE  | Pedal Heaven Race Team |

## Ordine d'arrivo (Top 10)
| Pos. | Corridore        | Squadra      | Tempo    |
| ---- | ---------------- | ------------ | -------- |
| 1    | Tom Boonen       | Etixx        | 4h43'55" |
| 2    | Mark Renshaw     | Dimension    | s.t.     |
| 3    | Michael Matthews | Orica        | s.t.     |
| 4    | Jens Debusschere | Lotto-Soudal | s.t.     |
| 5    | Jarosław Marycz  | CCC          | s.t.     |
| 6    | Paolo Simion     | Bardiani     | s.t.     |
| 7    | Floris Gerts     | BMC          | s.t.     |
| 8    | Tobyn Horton     | Madison      | s.t.     |
| 9    | Steele Von Hoff  | ONE          | s.t.     |
| 10   | Mark McNally     | Wanty        | s.t.     |